# Okres Pezinok
Pezinok is een district (Slowaaks: Okres) in de Slowaakse regio Bratislava. De hoofdstad is Pezinok. Het district bestaat uit 3 steden (Slowaaks: Mesto) en 14 gemeenten (Slowaaks: Obec).

## Steden
- Modra
- Pezinok
- Svätý Jur

## Lijst van gemeenten
| - Báhoň - Budmerice - Častá - Doľany - Dubová | - Jablonec - Limbach - Píla - Slovenský Grob - Šenkvice | - Štefanová - Viničné - Vinosady - Vištuk |

Bratislava I · II · III · IV · V · Malacky · Pezinok · Senec